# 成川郡
成川郡（ソンチョンぐん）は朝鮮民主主義人民共和国平安南道に属する郡。

## 地理
平安南道南部に位置する。
郡内を沸流江が流れ、郡の西端で大同江に合流する。大同江の対岸は平城市である。北に順川市・北倉郡、東に新陽郡、南に檜倉郡・平壌直轄市江東郡と境を接する。

## 行政区域
1邑・3労働者区・20里を管轄する。
| - 成川邑（ソンチョヌプ） - 新成川労働者区（シンソンチョンノドンジャグ） - 銀谷労働者区（ウンゴンノドンジャグ） - 長林労働者区（チャンニムノドンジャグ） - 巨興里（コフンニ） - 渓石里（ケソンニ） - 錦坪里（クムピョンニ） - 岐倉里（キチャンニ） - 大峯里（テボンニ） - 徳巌里（トガムニ） - 龍山里（リョンサンニ） - 龍興里（リョンフンニ） | - 文玉里（ムノンニ） - 百源里（ペグォンニ） - 朔倉里（サクチャンニ） - 三徳里（サムドンニ） - 上下里（サンハリ） - 新豊里（シンプンニ） - 巌浦里（アンポリ） - 温井里（オンジョンニ） - 雲峯里（ウンボンニ） - 長上里（チャンサンニ） - 香楓里（ヒャンプンニ） - 檜田里（フェジョンニ） |

## 歴史
『東国輿地勝覧』によると、高句麗建国神話にまつわる沸流王松譲の国が成川にあったという。
931年、高麗によって剛徳鎮が置かれ、1017年には成州防禦使となった。朝鮮王朝時代の1414年に成川と改称された。1895年に成川郡になった。1945年8月の時点で13面105里からなった。
1952年、北朝鮮の行政区画改編により、檜倉郡などが分離され、成川郡（1邑27里）が再編された。2002年末現在、1邑20里3労働者区からなる。

### 年表
この節の出典
- 1914年4月1日 - 郡面併合により、陽徳郡大邱面を編入、文憲面が江東郡に編入。成川郡に以下の面が成立。(13面)
  - 成都面・九龍面・崇仁面・大谷面・三興面・陵中面・霊泉面・三徳面・双龍面・天成面・四佳面・通仙面・大邱面
- 1918年 - 成都面が成川面に改称。(13面)
- 1929年4月1日 - 天成面が四佳面に編入。(12面)
- 1952年12月 - 郡面里統廃合により、平安南道成川郡成川面・通仙面・霊泉面・三徳面・四佳面・双龍面および九龍面の一部地域をもって、成川郡を設置。成川郡に以下の邑・里が成立。(1邑27里)
  - 成川邑・龍興里・巌浦里・香楓里・徳興里・巨興里・檜田里・長林里・銀谷里・新坪里・新豊里・錦坪里・朔倉里・三徳里・長上里・岐倉里・雲峯里・温井里・大峯里・柳洞里・龍山里・大陽里・上下里・南源里・君子里・百源里・文玉里・渓石里
- 1953年 (1邑29里)
  - 岐倉里の一部が分立し、新徳里が発足。
  - 君子里の一部が分立し、徳巌里が発足。
- 1954年10月 (1邑2労働者区26里)
  - 長林里が長林労働者区に昇格。
  - 君子里が君子労働者区に昇格。
  - 殷山郡南玉里の一部が柳洞里に編入。
  - 新坪里が北倉郡召倉里の一部と合併し、北倉郡新坪里となる。
- 1961年 - 新徳里が新成川労働者区に昇格。(1邑3労働者区25里)
- 1963年 - 銀谷里が銀谷労働者区に昇格。(1邑4労働者区24里)
- 1967年 (1邑4労働者区23里)
  - 徳興里が新陽郡に編入。
  - 長上里の一部が朔倉里に編入。
- 1970年 - 百源里が百源労働者区に昇格。(1邑5労働者区22里)
- 1972年 - 岐倉里の一部が殷山郡修徳里に編入。(1邑5労働者区22里)
- 1974年5月 - 殷山郡南玉里および崇化里の一部を編入。(1邑5労働者区23里)
  - 崇化里が南玉里に編入。
- 1992年1月 - 柳洞里・大陽里・南玉里・南源里が新設の殷山郡に編入。(1邑5労働者区19里)
- 1995年11月 (1邑3労働者区20里)
  - 君子労働者区が徳巌里に編入。
  - 百源労働者区の一部が平壌直轄市江東郡上里労働者区に編入。
  - 百源労働者区が百源里に降格。

## 文化・観光
- 降仙楼

関西八景の一つ。

## 交通
- 平徳線
  - 百源駅 - 成川駅 - 三徳駅 - 新成川駅 - 錦坪駅
- 平羅線
  - 新成川駅 - 巨興駅 - 長林駅